# SC Rasta Vechta
Der SC Rasta Vechta (Eigenschreibweise bisweilen auch RASTA Vechta) ist ein deutscher Basketballverein aus dem niedersächsischen Vechta, dessen Herrenmannschaft in der Basketball-Bundesliga spielt.

## Geschichte
Der Verein wurde am 26. Juni 1979 gegründet und entstand aus einer Basketball-AG des Gymnasiums Antonianum. Ehemalige Schüler und Teilnehmer der AG wollten auch nach ihrer Schulzeit weiterhin die Möglichkeit haben, Basketball zu spielen.
Nach erfolglosen Anfragen bei mehreren Vereinen der Region, ob man dort eine Basketballabteilung einrichten könne, entschied man sich, selbst einen Basketballverein zu gründen. Dies geschah mit Hilfe von Bernie Leemhuis vom Jugendzentrum Gulfhaus.
 Der ungewöhnliche Name „Rasta“ ist als Hommage an die Reggae-Musik zu verstehen, insbesondere an das Lied Rastaman Vibration von Bob Marley, welches bei der Namensfindung im Radio lief.
Nachdem sich der Verein sportlich und in der Mitgliederzahl stetig weiterentwickelt hatte, stieg er in der Saison 2004/05 als Meister der 2. Regionalliga Nord/West in die 1. Regionalliga Nord auf. Bester Korbschütze der Aufstiegsmannschaft war der Litauer Gintaras Grigisas. In der folgenden Spielzeit 2005/06 stieg die zuvor mit dem US-amerikanischen Neuzugang Erik Rhinehart verstärkte Mannschaft, der im Saisonverlauf mit Michael Pawelczak und Pete Krumsieg zeitweise zwei weitere US-Amerikaner hinzugefügt wurden, als Tabellenletzter der 1. Regionalliga Nord wieder ab.
Im Jahr 2007 wurde mit dem NBV-Pokalsieg der bis dahin größte Erfolg der Vereinsgeschichte gefeiert. In der Folgesaison 2007/08 erreichte man mit der abermaligen Meisterschaft in der 2. Regionalliga den Wiederaufstieg in die 1. Regionalliga. Neben Grigisas und Thomas Kaspereit, die bereits am Regionalliga-Aufstieg 2005 mitgewirkt hatten, gehörte auch der US-Amerikaner Marlone Jackson zu den Leistungsträgern der Mannschaft, die 2008 die Rückkehr in die 1. Regionalliga schaffte. Dieses Mal konnte sich die von Malte Scheper trainierte Mannschaft dort allerdings behaupten und schaffte es in der Saison 2008/09 in der Abschlusstabelle auf den dritten Platz.

### ProB-Spielzeiten und ProA-Aufstieg
Aufgrund des Verzichts der Köln 99ers auf ihren Basketball-Bundesliga-Startplatz konnten die Eisbären Bremerhaven und der USC Freiburg 2009 jeweils um eine Liga nach oben in die ProA beziehungsweise Basketball-Bundesliga aufrücken. Den freigewordenen Platz in der ProB nahm daraufhin der SC Rasta Vechta ein. In der ProB-Saison 2009/10 konnte man den direkten Abstieg mit 11:19-Siegen auf dem 14. Platz verhindern, nachdem zu Beginn der Saison Trainer Malte Scheper seinen Posten an Patrick Elzie abgetreten hatte.
Nachdem die ProB zur Saison 2010/11 in Nord- und Süd-Staffeln aufgeteilt wurde, konnte man sich mit 16:6-Siegen den dritten Platz hinter den Hertener Löwen und somit die Playoff-Teilnahme sichern. In der ersten Runde konnte man sich mit 2:1 gegen die Weißenhorn Youngstars durchsetzen, ehe man im Viertelfinale am späteren Aufsteiger BG Leitershofen/Stadtbergen scheiterte.
Man verstärkte sich unter anderem mit Dirk Mädrich und Flavio Stückemann für die ProB-Saison 2011/12 und konnte sich erneut den dritten Platz mit 17:7-Siegen hinter den Hertener Löwen sichern. Nachdem man sich zunächst gegen die White Wings Hanau mit 2:0 durchsetzte und auch anschließend mit 2:1-Siegen die Giants Nördlingen aus den Playoffs ausscheiden ließ, traf man im Halbfinale auf den UBC Hannover mit Point Guard Richie Williams und musste zu einem dritten Halbfinalspiel beim Serienstand von 1:1 nach Hannover reisen. Trainer Elzie fiel jedoch durch Krankheit aus, sodass Co-Trainer Thomas Fischer die Mannschaftsleitung übernehmen musste. Jacob Doerksen brachte den UBC wenige Sekunden vor Ende des vierten Viertels mit 57:54 in Führung, sodass die Hannoveraner wie der sichere Sieger aussahen, ehe Andrew Rudowitz per Dreier in letzter Sekunde das Spiel mit 57:57 ausglich und damit eine Verlängerung erzwang, welche Vechta mit 12:3 gewann und somit das sportliche Teilnahmerecht für die ProA erlangte. Der Einzug ins Finale, in welchem Vechta den Gotha Rockets unterlegen war, bedeutete den sportlichen Aufstieg in die ProA, in der der SC Rasta in der darauffolgenden Saison spielte.

### Erste ProA-Saison und Bundesliga-Aufstieg
Mit einem Etat von rund 500.000 Euro ging man in die Saison 2012/13. Zur Teilnahme wurde der schnelle Bau der neuen Heimspielstätte, des Rasta-Domes, notwendig, welcher im Oktober 2012 mit dem ersten Heimspiel gegen die BG Karlsruhe eröffnet wurde. Die Aufstiegsmannschaft aus der ProB blieb weitgehend zusammen, Neuzugänge kamen vor allem aus der ProB (insbesondere das Duo des ProB-Halbfinalgegners UBC Hannover, Richie Williams und Jacob Doerksen).
Nach drei verlorenen Spielen zu Saisonbeginn ging es stetig bergauf. Unter anderem vollbrachte man eine Serie von zehn Siegen, sodass Rasta am Ende der Hauptrunde überraschend an der Tabellenspitze stand.
In der ersten Playoffrunde konnte man sich gegen den Hauptrundenachten Ehingen mit 3:0-Siegen durchsetzen und traf in der nächsten Runde auf die BG Karlsruhe.
Weder die Karlsruher noch die Vechtaer konnten eines der ersten vier Spiele der Serie zuhause gewinnen, sodass es zu einem entscheidenden fünften Spiel in Vechta kam. Dieses konnte der SC Rasta mit 86:74 für sich entscheiden, wodurch der sportliche Aufstieg in die Basketball-Bundesliga zur Saison 2013/2014 geschafft wurde.
Im sportlich eher bedeutungslosen Finale gegen Düsseldorf konnte man sich mit 2:0-Siegen den ProA-Meistertitel sichern.

### Bundesliga-Saison 2013/14
Für die Lizenzerteilung war die Erweiterung der zu diesem Zeitpunkt ein Jahr alten Heimspielhalle (Rasta-Dome) von 2000 auf 3140 Plätzen erforderlich. Da es zusätzlich für jeden Bundesligisten verpflichtend war, je eine Mannschaft in der JBBL und NBBL antreten zu lassen, wurde am 2. April 2013 die Basket-Akademie Rasta Vechta gegründet. Die Jugendspieler kamen aus unterschiedlichen Vereinen der Umgebung. Der Mannschaftshaushalt im ersten Bundesliga-Jahr betrug 1,4 Millionen Euro und lag damit teils erheblich unter jenen der Konkurrenten.
Der erste Sieg der Vereinsgeschichte in der ersten Liga gelang unmittelbar am ersten Spieltag der Saison 2013/14 am 3. Oktober 2013 mit einem 87:84 über die TBB Trier.
Dirk Mädrich wurde während der Saison als erster Spieler in der Geschichte von Rasta Vechta zum All-Star eingeladen. Für die Auswahl der einheimischen Spieler wurde er von Coach Thorsten Leibenath für das Allstar-Spiel 2013/14 nominiert.
Der Rest der Saison verlief jedoch sportlich enttäuschend. Man konnte von insgesamt 34 Spielen nur sechs gewinnen und stieg daraufhin nach einem Jahr erste Liga ab. Insbesondere die Rückrunde verlief enttäuschend, als in 17 Spielen nur ein Sieg gelang. Bereits zwei Spieltage vor Ende der Hauptrunde stand der Abstieg nach einer Heimniederlage gegen die Skyliners Frankfurt fest. Die Rasta-Anhängerschaft hatte gleichwohl in der Bundesliga Eindruck hinterlassen, etwa durch eine Auswärtsfahrt nach Berlin, wo 1200 Vechtaer Zuschauer ihre Mannschaft beim Spiel gegen Alba Berlin lautstark unterstützten. Alle 17 Heimspiele Rastas waren in der Bundesliga-Saison 2013/14 ausverkauft, der Aufsteiger war in der Liga als Farbtupfer und Sympathieträger wahrgenommen worden.
Mit Ende der Spielzeit 2013/14 gab Trainer Patrick Elzie seinen Rückzug vom Trainerposten bekannt und übernahm damit die Verantwortung für den sportlichen Abstieg. Sein Nachfolger wurde der ehemalige deutsche Nationalspieler Stephen Arigbabu. Dieser erhielt zunächst einen Vertrag bis 2015. Elzie wurde aber weiterhin in den Verein eingebunden, um die bestehenden Strukturen im Nachwuchsbereich weiter auszubauen.

### Neuaufbau in der 2. Bundesliga ProA ab 2014
Stephen Arigbabu verfolgte nun als neuer Trainer das Ziel, die Mannschaft defensiver aufzustellen, und krempelte dafür den Kader um. Nur drei der Vorjahresakteure blieben unter Vertrag (Max Weber, Axel Jarchow und Oliver Mackeldanz), während Stützen wie Richard „Richie“ Williams (Skyliners Frankfurt), Brandon Bowman (Medi Bayreuth) und Dirk Mädrich (Telekom Baskets Bonn) den Verein in Richtung Basketball-Bundesliga verließen. Die Mannschaft blieb jedoch unter Arigbabu unter den Erwartungen und konnte nicht um die Spitzenplätze der ProA mitspielen. Nach einer 72:85-Niederlage gegen die Kirchheim Knights rutschte der SC Rasta Vechta aus den Play-off-Plätzen. Als Folge wurde Arigbabu am 26. Januar 2015 von seinen Aufgaben entbunden. Nachfolger wurde Arigbabus Vorgänger Pat Elzie. Einige Tage vor der Entlassung Arigbabus wurde die Rückkehr von Point Guard Richie Williams bekanntgegeben, der nach einigen erfolglosen Monaten in Frankfurt nach Vechta zurückkehrte. Die Euphorie nach der Rückkehr von Elzie und Williams konnte allerdings nicht genutzt werden, sodass die Saison auf dem zehnten Platz beendet wurde.
Zur Saison 2015/16 wurden mit Andreas Wagner ein erfahrener Trainer verpflichtet, der Spanier Pedro Calles kam aus Quakenbrück nach Vechta und wurde Wagners Assistent. Wagner und Calles stellten bis Mitte August und damit rechtzeitig zum Beginn der Saisonvorbereitung das neue Team zusammen, wobei unter anderem mit Christian Standhardinger (Mitteldeutscher BC) und Derrick Allen (Basketball Löwen Braunschweig) zwei Bundesliga-Spieler verpflichtet wurden, aus Würzburg wechselten Jeremy Dunbar und Carlos Medlock zum Vechtaer Zweitligisten. Nach einer Saison mit einer Siegesserie von 25 Spielen gelang der Wiederaufstieg in die Bundesliga als Vizemeister der ProA.

### Bundesliga-Saison 2016/17
Am 7. Februar 2017 wurde Cheftrainer Wagner beurlaubt. Zuvor hatte es 14 Niederlagen in Folge gegeben, die Niedersachsen standen zum Zeitpunkt der Trennung mit einem Sieg und 19 Niederlagen auf dem vorletzten Tabellenplatz der Bundesliga (Phoenix Hagen war wegen des Lizenzentzugs auf den letzten Platz gesetzt worden). Als neuer Trainer wurde Douglas Spradley verpflichtet. Mit einer 57:101-Heimniederlage gegen den FC Bayern München am Ostersonntag 2017 stand Rastas Abstieg aus der Bundesliga fest.

### Wieder in der 2. Bundesliga ProA und direkter Wiederaufstieg
Die Punktrunde der Saison 2017/18 schloss Rasta mit 27 Siegen und drei Niederlagen als Tabellenführer der 2. Bundesliga ProA ab. Ende April 2018 zog Vechta ins ProA-Finale ein und sicherte sich damit das Aufstiegsrecht in die Bundesliga. Im Finale gegen Crailsheim sicherte sich Rasta den ProA-Titel. Bereits Mitte April 2018 hatte der Verein vermeldet, dass es mit Trainer Spradley nicht zu einer Einigung gekommen sei und am Ende der Saison 2017/18 die Trennung erfolge. „Aber in den Gesprächen ist deutlich geworden, dass es unterschiedliche Vorstellungen von der zukünftigen Arbeit gibt und es einfach nicht mehr passen würde“, wurde Spradley seitens des Vereins zitiert. Der Nachfolger wurde in den eigenen Reihen gefunden: Rasta beförderte den damals 34-jährigen bisherigen Assistenztrainer, den Spanier Pedro Calles, zum Cheftrainer.

### 2018/19: Ein Aufsteiger sorgt für Aufsehen
Unter Calles sorgten die Niedersachsen als Aufsteiger in der Bundesliga-Saison 2018/19 für Furore und belegten Mitte Januar 2019 den dritten Tabellenrang. Die Mannschaft, die als Abstiegskandidat eingestuft worden war, wurde als „Hecht im Karpfenteich“ bezeichnet. Calles, der bei der Mannschaftszusammenstellung nach dem Leitspruch „Charakter schlägt Talent“ vorging und als Vater des Rasta-Erfolgs galt, wurde im Mai 2019 als bester Trainer der Bundesliga-Spielzeit ausgezeichnet. Im Laufe der Saison war mit Philipp Herkenhoff schon im November 2018 ein Spieler Vechtas in die deutsche Nationalmannschaft berufen worden und hatte Anfang Dezember 2018 seinen Einstand in der DBB-Auswahl gegeben. Vechta zog als Tabellenvierter in die Bundesliga-Meisterrunde ein. Dort wurde Bamberg ausgeschaltet, im Halbfinale gegen den FC Bayern München stand die Rasta-Truppe dann auf verlorenem Posten und schied mit 0:3-Siegen aus. Bei der Wahl zum besten Spieler der Saison 2018/19 landete Vechtas T. J. Bray auf dem zweiten Platz.

### 2019/20: Erste Teilnahme am Europapokal
Zum ersten Mal in der Vereinsgeschichte ging der SC Rasta in einem europäischen Vereinswettbewerb ins Rennen, erster Gegner in der Basketball Champions League war im Oktober 2019 der polnische Vertreter Anwil Włocławek. Die Partie wurde mit 89:76 gewonnen. Als die Saison 2019/20 wegen des Coronavirus SARS-CoV-2 unterbrochen wurde, stand Rasta mit zwölf Siegen und neun Niederlagen auf dem sechsten Tabellenrang der Bundesliga. In der Champions League wies die Mannschaft eine Bilanz von sechs Siegen und acht Niederlagen auf. Beim Saisonschlussturnier zur Ermittlung des deutschen Meisters blieb man in der Gruppenphase ohne Sieg, im Spiel um den neunten Platz wurde Crailsheim geschlagen. Kurz darauf nutzte Trainer Calles eine Vertragsklausel, um zum Bundesliga-Konkurrenten Hamburg Towers zu wechseln.

### 2020/21
Als neuer Trainer kam Thomas Päch. Ende März 2021 wurde Päch freigestellt, Assistenztrainer Derrick Allen bekam das Amt übertragen. Von den vorangegangenen zehn Bundesliga-Spielen unter Päch hatte Vechta neun verloren, die Mannschaft stand zu diesem Zeitpunkt mit insgesamt vier Siegen und 21 Niederlagen auf dem vorletzten Tabellenrang. Ende April 2021 stand der Bundesliga-Abstieg des SC Rasta nach einer 81:82-Niederlage gegen Alba Berlin fest.

### 2021/22
Im Oktober 2021 wurde neben Stefan Niemeyer dessen Sohn Lukas Middendorf zusätzlicher Geschäftsführer des Betreibers der Profimannschaft, Rasta Vechta Sport-Marketing GmbH. Im selben Monat musste Trainer Allen nach einem Saisonauftakt mit fünf Niederlagen in Folge gehen. Der Serbe Vladimir Lučić wurde im November 2021 als neuer Trainer eingestellt. Im Februar 2022 gab der SC Rasta die Verpflichtung des vormaligen Spielervermittlers Gerrit Kersten-Thiele für das neugeschaffene Amt des Sportdirektors (Dienstbeginn 1. März 2022) bekannt. Nach dem Erreichen des Klassenerhalts wurde die Zusammenarbeit mit Trainer Lučić nicht fortgesetzt. Vechtas zweite Mannschaft wurde im April 2022 unter Trainer Hendrik Gruhn Meister der 1. Regionalliga Nord und schaffte dadurch den Aufstieg in die 2. Bundesliga ProB.

### 2022/23
Mit Ty Harrelson wurde Anfang Juni 2022 ein neuer Trainer verpflichtet, dessen Mitarbeiterstab mit Miguel Zapata, Marius Graf und Domenik Theodorou besetzt wurde. Harrelson führte den SC Rasta in der Hauptrunde an die Spitze, am 34. und letzten Spieltag stand man mit 27 Siegen und sieben Niederlagen auf dem ersten Tabellenplatz. Ende Mai 2023 errang die Mannschaft durch das Erreichen der ProA-Finalrunde wie bereits 2013, 2016 und 2018 den Bundesliga-Aufstieg. Anschließend gewann des SC Rasta auch den Zweitligameistertitel. Sämtliche 22 Heimspiele wurden im Laufe der Saison gewonnen. Bester Korbschütze der Vechtaer Meistermannschaft war Joel-Sadu Aminu (16,4 Punkte je Begegnung), der von der 2. Bundesliga als bester Spieler der Meisterrunde 2023 ausgezeichnet wurde.
Die zweite Herrenmannschaft zog im Mai 2023 in die ProB-Endspiele ein, errang damit das sportliche Aufstiegsrecht in die ProA. Anfang Juni 2023 wurde der Rasta-Reserve der Zweitligastartplatz für die Saison 2023/24 erteilt. Beide Rasta-Mannschaften trugen sich im Anschluss an die Saison 2022/23 auf Einladung der Verwaltung ins Goldene Buch der Stadt Vechta ein.

### 2023/24
Mit Wesley Iwundu kam ein Neuzugang mit NBA-Erfahrung, er wurde als Königstransfer eingestuft, zu den leistungsstärksten Rasta-Spielern gehörte in der Saisonanfangsphase auch der junge Johann Grünloh. Im Oktober 2023 war die Mannschaft als Bundesligarückkehrer Tabellenführer. Nach sieben Spieltagen stand Rasta auf dem vierten Tabellenplatz. Im November 2023 gelang mit einem 96:58-Sieg über Crailsheim ein Ausrufezeichen und zugleich der 29. Heimsieg in Folge. Ende desselben Monats riss die Siegesserie im 30. Heimspiel, als Vechta 81:85 dem FC Bayern München unterlag.
Ende März 2024 hatte der SC Rasta Vechta Gewissheit, in Hinblick auf das Spieljahr 2024/25 einen neuen Cheftrainer einstellen zu müssen, da Ty Harrelson seinen Weggang nach Ulm ankündigte. Als Nachfolger Harrelsons stand kurz darauf Martin Schiller fest.
In der Bundesliga erreichte Vechta das Viertelfinale, nachdem die Hauptrunde als Tabellensechster abgeschlossen worden war.

### 2024/25
In der Champions League wurde Vechta in der Gruppenphase Vierter und schied damit im Dezember 2024 aus dem Wettbewerb aus. Im April 2025 wurde Schillers Weggang bekannt, um als Assistenztrainer an die University of Utah in die Vereinigten Staaten zu wechseln. Als Nachfolger Schillers wurde Anfang Mai 2025 Christian Held benannt.
Der SC Rasta II stand im April 2025 als Absteiger aus der zweiten Liga fest. In der Sommerpause 2025 wurde die im Jugendbereich bestehende Zusammenarbeit mit den Artland Dragons auf den Herrenbereich ausgeweitet: Trainer Hendrik Gruhn wechselte vom SC Rasta II nach Quakenbrück. Des Weiteren wurde vereinbart, in Quakenbrücks Herrenmannschaft (2. Bundesliga ProA) künftig auch junge Vechtaer Spieler zum Einsatz zu bringen.

## Der Verein

### Jugend
In der Jugendleistungsförderung ging der SC Rasta 2016 mit dem Quakenbrücker Verein Artland Dragons eine Zusammenarbeit ein. Die Nachwuchsarbeit des SC Rasta Vechta wurde 2023 als damals einziger Zweitligaverein von der 2. Bundesliga und vom Deutschen Basketball-Ausbildungsfonds e. V. mit der hõchsten Auszeichnung (Gold) versehen. Der SC Rasta entwickelte sich in den 2010er und frühen 2020er Jahren in Bezug auf die Jugendleistungsförderung zu einem der führenden Standorte in Deutschland. Das zog verstärkt auch Talente aus anderen Gegenden Deutschlands an, die nach Vechta kamen, um ihre Entwicklung fortzusetzen. Der Verein arbeitet mit dem Gymnasium Antonianum zusammen, das die Bezeichnung Talentschule des Sports trägt.
Die gemeinsam mit dem Quakenbrücker Verein gebildete U19-Jugendmannschaft Vechtas gewann im Mai 2024 die deutsche Meisterschaft dieser Altersklasse.

### Spielstätte
Im Oktober 2012 wurde die Spielstätte Rasta-Dome nach einem Jahr Bauzeit eröffnet. Die Premierensaison in der ProA schloss Rasta als Hauptrundenerster ab, anschließend gewann man den Meistertitel. Das hatte wiederum zur Folge, dass die weniger als ein Jahr alte Spielstätte bereits ausgebaut werden musste, um den Anforderungen der Bundesliga zu genügen.
Neben dem Rasta-Dome ist für 1,2 bis 1,4 Millionen Euro eine Trainingshalle entstanden. Zur Saison 2015/16 wurde der V.I.P.-Bereich der Spielstätte ausgebaut und mit einer eigenen Küche ausgestattet. Das letzte Spiel der Saison 2015/2016 war das 71. ausverkaufte Heimspiel in Folge.

### Wirtschaftszahlen
Der SC Rasta Vechta verfügte in der Saison 2013/14 über einen Haushalt von etwa 1,6 Millionen Euro, der größtenteils von Miavit, dem von Rasta-Funktionär Stefan Niemeyer geleiteten Tierfutterhersteller, stammte. Damit lag Rasta Vechta im unteren Mittelfeld der Liga. In der Aufstiegssaison 2015/2016 betrug der Etat 2,3 Millionen Euro. Für die zweite Saison in der Basketball-Bundesliga wurde der Etat auf 2,7 Millionen Euro angehoben. Laut Medien steckt Stefan Niemeyer jährlich Millionenbeträge in den SC Rasta.

### Maskottchen und Fans
Seit der Saison 2013/14 besitzt Rasta Vechta ein Maskottchen namens Bob, abgeleitet vom Reggae-Sänger Bob Marley. Die Cheerleader des SC Rasta Vechta heißen entsprechend Die Marleys.
Der Fanclub des SC Rasta Vechta, insbesondere der 1. Herrenmannschaft, heißt Klettverschluss. Er wurde 2004 mit der Absicht gegründet, die Mannschaft bei Heim- und Auswärtsspielen zu unterstützen. Der Fanladen im Rasta-Dome, das sogenannte „Fan-Eck“, wird vom Klettverschluss betreut.
Des Weiteren gibt es seit der Saison 2013/14 Zusammenfassungen der Spiele und andere Videos zum Verein bei Rasta TV auf YouTube zu sehen.

## Mannschaft

### Aufgebot in der Bundesliga-Saison 2024/25
| Spieler | Spieler            | Spieler           | Spieler    | Spieler | Spieler | Spieler                       |
| Nr.     | Nat.               | Name              | Geburt     | Größe   | Info    | Letzter Verein                |
| ------- | ------------------ | ----------------- | ---------- | ------- | ------- | ----------------------------- |
|         |                    | Guards (PG, SG)   |            |         |         |                               |
| 3       | Deutschland        | Kaya Bayram       | 23.02.2004 | 1,88 m  |         | Alba Berlin                   |
| 10      | Vereinigte Staaten | Tyger Campbell    | 08.01.2000 | 1,80 m  |         | Saint-Quentin Basketball      |
| 12      | Vereinigte Staaten | Justin Robinson   | 11.04.1995 | 1,73 m  |         | Treviso Basket                |
| 21      | Deutschland        | Joel-Sadu Aminu   | 23.04.1997 | 1,92 m  |         | Brose Bamberg                 |
| 22      | Deutschland        | Justin Onyejiaka  | 06.06.2004 | 1,95 m  |         | Skyliners Frankfurt           |
| 25      | Vereinigte Staaten | Grant Sherfield   | 29.09.1990 | 1,88 m  |         | Hapoel Be’er Sheva B.C.       |
|         |                    | Forwards (SF, PF) |            |         |         |                               |
| 6       | Deutschland        | Luc van Slooten   | 17.04.2002 | 2,06 m  |         | Basketball Löwen Braunschweig |
| 7       | Vereinigte Staaten | Jayden Gardner    | 13.05.2000 | 2,01 m  |         | Kortrijk Spurs                |
| 8       | Vereinigte Staaten | Brandon Randolph  | 01.09.1998 | 1,98 m  |         | College Parky Skyhawks        |
| 9       | Deutschland        | Joschka Ferner    | 05.01.1996 | 2,02 m  |         | Medipolis SC Jena             |
| 11      | Deutschland        | Linus Trettin     | 16.05.2005 | 2,02 m  |         | Iserlohn Kangaroos            |
| 44      | Kanada             | Lloyd Pandi       | 10.12.1999 | 1.93    | A-Nat   | Ottawa BlackJacks             |
| 15      | Vereinigte Staaten | Ryan Schwieger    | 18.05.1999 | 1,98 m  |         | Loyola Ramblers               |
|         |                    | Center (C)        |            |         |         |                               |
| 17      | Deutschland        | Johann Grünloh    | 14.08.2005 | 2,10 m  |         |                               |
| 44      | Vereinigte Staaten | Isaiah Cozart     | 12.04.2001 | 2,00 m  |         | Eastern Kentucky Colonels     |

| Trainer     | Trainer           | Trainer          |
| Nat.        | Name              | Position         |
| ----------- | ----------------- | ---------------- |
| Osterreich  | Martin Schiller   | Cheftrainer      |
| Spanien     | Miguel Zapata     | Co-Trainer       |
| Deutschland | Marius Graf       | Co-Trainer       |
| Deutschland | Domenik Theodorou | Athletik-Trainer |

| Legende                | Legende                    |
| Abk.                   | Bedeutung                  |
| ---------------------- | -------------------------- |
| (C)                    | Mannschaftskapitän         |
| A-Nat                  | Nationalspieler (Erstland) |
| Quellen                |                            |
| Teamhomepage           |                            |
| Ligahomepage           |                            |
| Stand: 16. August 2024 |                            |

| Legende                | Legende                    |
| Abk.                   | Bedeutung                  |
| ---------------------- | -------------------------- |
| (C)                    | Mannschaftskapitän         |
| A-Nat                  | Nationalspieler (Erstland) |
| Quellen                |                            |
| Teamhomepage           |                            |
| Ligahomepage           |                            |
| Stand: 16. August 2024 |                            |

### Wechsel zur Saison 2024/25

#### Zugänge
- Grant Sherfield (Happel Be‘er Sheva)
- Linus Ruf (Alba Berlin)
- Justin Onyejika (Fraport Skyliners)
- Roy Krupnikas (ASVEL Lyon-Villeurbanne)
- Tyger Campbell (Saint-Quentin Basketball)
- Brandon Randolph (College Party Skyhawks)
- Isaiah Cozart (Eastern Kentucky Colonels)
- Justin Robinson (Treviso Basket)
- Lloyd Pandi (Ottawa BlackJacks)

#### Abgänge
- Nat-Sidi Diallo (BBC Bayreuth)
- Tommy Kuhse (MHP Riesen Ludwigsburg)
- Spencer Reaves (Bamberg Baskets)
- Joshua Bonga (California State Universität)
- Jack Kayil (BC Mega Basket)
- Noah Jänen (Karriereende)
- Tanner Groves (Cairns Taipon)
- Roman Bedime (Niners Chemnitz)
- Richmond Aririguso (unklar)
- Wes Iwundu (Promiteas Patras)

### Bekannte ehemalige Spieler
- Thomas Kaspereit (bis 2010)
- Gintaras Grigisas (2003–2010)
- Marlone Jackson (2007–2010)
- Jacob Doerksen (2012–2014)
- Flavio Stückemann (2011–2014)
- AJ Rudowitz (2011–2014)
- Richie Williams (2012–2014, 2015)
- Matt Reid (2010–2012, 2014–2016)
- Chase Griffin (2014–2016)
- Christian Standhardinger (2015–2017)
- Derrick Allen (2015–2017)
- Dirk Mädrich (2011–2014, 2017–2018)
- Chris Carter (2017–2019)
- Seth Hinrichs (2017–2019)
- T. J. Bray (2018–2019)
- Austin Hollins (2018–2019)
- Luc van Slooten (2017–2020)
- Ish Wainright (2019–2020)
- Robin Christen (2017–2021)
- Philipp Herkenhoff (2015–2021)
- Tommy Kuhse (2023–2024)

### Trainerchronik
| Amtszeit        | Trainer                      |
| --------------- | ---------------------------- |
| .002000–.002001 | Matthias Weber               |
| .002001–.002003 | Thorsten Döding              |
| .002003–04.2004 | Michael Canisius             |
| 04.2004–11.2005 | Kai Deitermann               |
| 11.2005–11.2009 | Malte Scheper                |
| 11.2009–.002014 | Pat Elzie                    |
| .002014–01.2015 | Stephen Arigbabu             |
| 01.2015–05.2015 | Pat Elzie                    |
| 05.2015–02.2017 | Andreas Wagner               |
| 02.2017–.002018 | Douglas Spradley             |
| .002018–.002020 | Pedro Calles                 |
| .002020–03.2021 | Thomas Päch                  |
| 03.2021–10.2021 | Derrick Allen                |
| 10.2021–11.2021 | Marius Graf (übergangsweise) |
| 11.2021–04.2022 | Vladimir Lučić               |
| 06.2022–.002024 | Ty Harrelson                 |
| .002024–.002025 | Martin Schiller              |
| .00seit 2025    | Christian Held               |

### Erfolge (Auswahl)
- 2012: Aufstieg in die 2. Bundesliga ProA
- 2013: Meister der 2. Bundesliga ProA und Aufstieg in die Basketball-Bundesliga
- 2016: Vizemeister der 2. Bundesliga ProA
- 2016: Aufstieg in die Basketball-Bundesliga
- 2018: Meister der 2. Bundesliga ProA und Aufstieg in die Basketball-Bundesliga
- 2019: Hauptrundenvierter und Halbfinalteilnahme in der Basketball-Bundesliga
- 2022: Meister der 1. Regionalliga Nord und Aufstieg in die 2. Bundesliga ProB (2. Mannschaft)
- 2023: Hauptrundenmeister der 2. Bundesliga ProA
- 2023: Meister der 2. Bundesliga ProA und Aufstieg in die Basketball-Bundesliga
- 2023: Zweiter der 2. Bundesliga ProB und Aufstieg in die 2. Bundesliga ProA (2. Mannschaft)[101]
- 2024: Deutscher U19-Meister (in Spielgemeinschaft mit Quakenbrück)

### Saisonergebnisse
| Saison  | Liga       | Hauptrunde | Play-offs             |
| ------- | ---------- | ---------- | --------------------- |
| 2009/10 | ProB       | 14. Platz  | -                     |
| 2010/11 | ProB Nord  | 03. Platz  | Viertelfinale         |
| 2011/12 | ProB Nord  | 03. Platz  | Finale (Vizemeister)  |
| 2012/13 | ProA       | 01. Platz  | Finale (Meister)      |
| 2013/14 | Bundesliga | 18. Platz  | -                     |
| 2014/15 | ProA       | 10. Platz  | -                     |
| 2015/16 | ProA       | 01. Platz  | Finale (Vizemeister)  |
| 2016/17 | Bundesliga | 17. Platz  | -                     |
| 2017/18 | ProA       | 01. Platz  | Meister               |
| 2018/19 | Bundesliga | 04. Platz  | Halbfinale            |
| 2019/20 | Bundesliga | 06. Platz  | 9. Platz Finalturnier |
| 2020/21 | Bundesliga | 18. Platz  |                       |
| 2021/22 | ProA       | 12. Platz  |                       |
| 2022/23 | ProA       | 01. Platz  | Meister               |
| 2023/24 | Bundesliga | 06. Platz  | Viertelfinale         |

### Saisonbestmarken
| Saison    | Spiele               | Punkte                 | Rebounds              | Assists             | Blocks                | Steals               |
| --------- | -------------------- | ---------------------- | --------------------- | ------------------- | --------------------- | -------------------- |
| 2011/2012 | 34 Flavio Stückemann | 475 AJ Rudowitz        | 221 AJ Rudowitz       | 119 Matt Reid       | 27 AJ Rudowitz        | 45 Matt Reid         |
|           |                      | 14,4 AJ Rudowitz       | 10,8 Marcus Smallwood | 3,8 Marvin Boadu    | 0,8 AJ Rudowitz       | 1,4 Matt Reid        |
| 2012/2013 | 40 Flavio Stückemann | 591 Richie Williams    | 233 Dirk Mädrich      | 256 Richie Williams | 34 Dirk Mädrich       | 94 Richie Williams   |
|           |                      | 15,6 Richie Williams   | 6,5 Dirk Mädrich      | 6,7 Richie Williams | 2,0 Christian Fischer | 2,5 Richie Williams  |
| 2013/2014 | 33 Richie Williams   | 477 Richie Williams    | 157 Richie Williams   | 142 Richie Williams | 20 Isaac Butts        | 61 Richie Williams   |
|           |                      | 14,4 Richie Williams   | 6,1 Brandon Bowman    | 5,4 Will Conroy     | 0,6 Isaac Butts       | 1,8 Richie Williams  |
| 2014/2015 | 30 Kevin Smit        | 442 Chase Griffin      | 148 Vincent Bailey    | 91 Derek Wright     | 18 Donald Lawson      | 41 Derek Wright      |
|           |                      | 15,2 Chase Griffin     | 6,4 Ahmad Smith       | 4,6 Ahmad Smith     | 0,7 Donald Lawson     | 1,8 Derek Wright     |
| 2015/2016 | 38 C. Standhardinger | 593 C. Standhardinger  | 301 C. Standhardinger | 234 Carlos Medlock  | 34 Donald Lawson      | 56 C. Standhardinger |
|           |                      | 15,6 C. Standhardinger | 7,9 C. Standhardinger | 6,2 Carlos Medlock  | 0,9 Donald Lawson     | 2,1 Devin Gibson     |

## 2. Herren

### Aufgebot in der Zweitligasaison 2024/25
| Spieler | Spieler     | Spieler             | Spieler    | Spieler | Spieler | Spieler           |
| Nr.     | Nat.        | Name                | Geburt     | Größe   | Info    | Letzter Verein    |
| ------- | ----------- | ------------------- | ---------- | ------- | ------- | ----------------- |
|         |             | Guards (PG, SG)     |            |         |         |                   |
| 01      | Osterreich  | Peja Strobl         | 07.02.2007 | 1,92 m  |         | /                 |
| 02      | Deutschland | Epke Kruthaup       | 07.09.2008 | 1,75 m  | NBBL    | /                 |
| 03      | Deutschland | Kaya Bayram         | 22.02.2004 | 1,88 m  | DL      | Alba Berlin       |
| 04      | Deutschland | Michel Schillmöller | 24.01.2007 | 1,81 m  | NBBL    | /                 |
| 05      | Deutschland | Djairo Bernardina   | 12.06.2007 | 1,83 m  | NBBL    | /                 |
| 08      | Deutschland | Moritz Grüß         | 30.09.2008 | 1,87 m  | NBBL    | /                 |
| 10      | Deutschland | Kevin Smit          | 06.04.1991 | 1,82 m  | Veteran | /                 |
| 22      | Deutschland | Justin Onyejiaka    | 06.06.2004 | 1,95 m  | DL      | Fraport Skyliners |
| 24      | Deutschland | Roy Krupnikas       | 12.09.2006 | 1,85 m  | NBBL    | /                 |
| 32      | Deutschland | Noah Koch           | 22.03.2007 | 1,85 m  | NBBL    | /                 |
|         |             | Forwards (SF, PF)   |            |         |         |                   |
| 06      | Deutschland | Luc Van Slooten     | 17.04.2002 | 2,06 m  | DL      | /                 |
| 11      | Deutschland | Karl Bühner         | 23.05.2005 | 2,00 m  | DL      | /                 |
| 13      | Deutschland | Marko Petrić        | 21.04.2008 | 1,97 m  | NBBL    | /                 |
| 15      | Deutschland | Linus Trettin       | 16.05.2005 | 2,02 m  | DL      | /                 |
| 21      | Deutschland | Alen Blakaj         | 11.06.2007 | 1,97 m  | NBBL    | /                 |
|         |             | Center (C)          |            |         |         |                   |
| 14      | Deutschland | Linus Ruf           | 21.07.2005 | 2,11 m  | DL      | Alba Berlin       |
| 16      | Deutschland | Fynn Lastring       | 11.05.2007 | 2,08 m  | NBBL    | /                 |
| 17      | Deutschland | Johann Grünloh      | 14.08.2005 | 2,10 m  | DL      | /                 |
| 44      | Deutschland | Marko Bacak         | 14.11.1995 | 2,10 m  |         | /                 |

| Trainer     | Trainer         | Trainer         |
| Nat.        | Name            | Position        |
| ----------- | --------------- | --------------- |
| Deutschland | Hendrik Grühn   | Head Coach      |
| Deutschland | Harm-Ubbo Horst | Assistant Coach |

| Legende                | Legende            |
| Abk.                   | Bedeutung          |
| ---------------------- | ------------------ |
| (C)                    | Mannschaftskapitän |
| Quellen                |                    |
| Teamhomepage           |                    |
| Ligahomepage           |                    |
| Stand: 16. August 2024 |                    |

| Legende                | Legende            |
| Abk.                   | Bedeutung          |
| ---------------------- | ------------------ |
| (C)                    | Mannschaftskapitän |
| Quellen                |                    |
| Teamhomepage           |                    |
| Ligahomepage           |                    |
| Stand: 16. August 2024 |                    |